# 21. etape af Tour de France 2009
Enogtyvende etape af Tour de France 2009 blev kørt søndag d. 26. juli og gik fra Montereau-Fault-Yonne til Champs-Élysées i Paris.
Ruten var 164 km lang.
- Etape: 21
- Dato: 26. juli
- Længde: 164 km
- Danske resultater:

067. Brian Vandborg + 0.00
076. Nicki Sørensen + 0.00
104. Chris Anker Sørensen + 0.00
- Gennemsnitshastighed: 40,6 km/t

## Pointspurter

### 1. sprint (Haut des Champs-Élysées)
Efter 120 km
| Vinder | Samuel Dumoulin | 6p |
| 2.     | Fumiyuki Beppu  | 4p |
| 3.     | Carlos Barredo  | 2p |

### 2. sprint (Haut des Champs-Élysées)
Efter 133 km
| Vinder | Carlos Barredo   | 6p |
| 2.     | Fabian Wegmann   | 4p |
| 3.     | Alexandre Pichot | 2p |

## Resultatliste
|    | Navn               | Land           | Hold                  | Tid     |
| -- | ------------------ | -------------- | --------------------- | ------- |
| 1  | Mark Cavendish     | Storbritannien | Team Columbia-HTC     | 4:02.18 |
| 2  | Mark Renshaw       | Australien     | Team Columbia-HTC     | + 0.00  |
| 3  | Tyler Farrar       | USA            | Garmin-Slipstream     | + 0.00  |
| 4  | Gerald Ciolek      | Tyskland       | Team Milram           | + 0.00  |
| 5  | Yauheni Hutarovich | Hviderusland   | Française des Jeux    | + 0.00  |
| 6  | Thor Hushovd       | Norge          | Cervélo TestTeam      | + 0.00  |
| 7  | José Joaquín Rojas | Spanien        | Caisse d'Epargne      | + 0.00  |
| 8  | Marco Bandiera     | Italien        | Lampre-N.G.C.         | + 0.00  |
| 9  | Daniele Bennati    | Italien        | Liquigas              | + 0.00  |
| 10 | William Bonnet     | Frankrig       | Bbox Bouygues Télécom | + 0.00  |
| 11 | Lloyd Mondory      | Frankrig       | Ag2r-La Mondiale      | + 0.00  |
| 12 | Geoffroy Lequatre  | Frankrig       | Agritubel             | + 0.00  |
| 13 | Nikolaj Trusov     | Rusland        | Team Katusha          | + 0.00  |
| 14 | Cyril Lemoine      | Frankrig       | Skil-Shimano          | + 0.00  |
| 15 | Leonardo Duque     | Colombia       | Cofidis               | + 0.00  |

## Eksternt link
- Etapeside Arkiveret 7. juli 2009 hos  Wayback Machine på Letour.fr Arkiveret 28. februar 2011 hos  Wayback Machine (fransk) (engelsk) (tysk) (spansk)

- Wikimedia Commons har flere filer relateret til 21. etape af Tour de France 2009